# 花南星
花南星（学名：Arisaema lobatum）为天南星科天南星属的植物，是中国的特有植物。分布于中国大陆的安徽、甘肃、江西、广西、四川、云南、湖北、贵州、浙江、湖南、陕西、河南等地，以四川为最普遍南至南岭山脉北至黄河（云南），生长于海拔600米至3,300米的地区，多生于草坡、林下以及荒地，目前尚未由人工引种栽培。

## 别名
蛇芋头、大麦冬、狼毒（湖北鹤丰）；蛇魔芋、天南星（河北均县、利川、恩施）；南星七、绿南星、白南星、半边莲、虎爪南星、狗爪南星（湖北巴东）；独脚莲（广西龙胜）；虎芋（贵州兴义）；麻芋子（四川天全）；血理箭（重庆武隆）；大半夏、芋儿南星（四川北川）；蛇杵棒（四川宝兴）；黑南星（四川洪雅）；南星（四川广原）；虎掌（四川洪溪）；狗爪半夏（四川黑水）；蛇包谷（重庆南川）；花包谷、红包谷、大麻芋子、烂屁股（四川峨眉）

## 异名
- Arisaema lobatum Engl. var. latisectum Engl.
- Arisaema lobatum Engl. var. rosthornianum Engl.